# Salvador Sadurní
Salvador Sadurní (ur. 3 kwietnia 1941 w L'Arboç) – hiszpański piłkarz narodowości katalońskiej, występujący na pozycji bramkarza.

## Kariera sportowa
Najlepsze lata kariery grał w FC Barcelona, gdzie był jednym z najlepszych bramkarzy z najniższą średnią wpuszczonych bramek na mecz (1968/1969 – 0,60; 1973/1974 – 0,73; 1974/1975 – 0,79). W latach tych zdobył także trofeum dla najlepszych bramkarzy – Trofeo Zamora.
Karierę skończył w 1976 roku.